# 新塞利夫卡 (科留科夫卡區)
51°56′13″N 32°27′42″E / 51.93694°N 32.46167°E
新塞利夫卡（烏克蘭語：Новоселівка）是位於烏克蘭北部的村莊，由切爾尼戈夫州科留科夫卡區的科留基夫卡市鎮負責管轄。該村始建於1919年，面積0.59平方公里，海拔高度169米，2001年人口106，人口密度每平方公里181.2人。